# 赖斯多夫 (图林根州)
赖斯多夫（德語：Reisdorf，發音：[ˈʁaɪsˌdɔʁf]）是德国图林根州魏玛地区县曾经的一个市镇，面积5.39平方千米，人口为人。2012年12月31日，赖斯多夫与另外4个市镇并入市镇巴特苏尔察。